# Mazières-sur-Béronne
Mazières-sur-Béronne korábbi község Franciaország Új-Aquitania régiójában, Deux-Sèvres megyében. 
Lakosainak száma 386 fő (2018. január 1.). Mazières-sur-Béronne Brioux-sur-Boutonne, Paizay-le-Tort, Périgné, Saint-Martin-lès-Melle és Saint-Romans-lès-Melle községekkel határos.
2019. január 1-jén négy másik korábbi községgel egyesült és az így létrejött Melle új község része lett.

## Népesség
A település népességének változása:
| Lakosok száma | 392  | 392  | 404  | 389  | 386  |
|               | 2013 | 2015 | 2016 | 2017 | 2018 |